# (10352) Kawamura
(10352) Kawamura est un astéroïde de la ceinture principale.

## Description
(10352) Kawamura est un astéroïde de la ceinture principale. Il fut découvert le 26 octobre 1992 à Kitami par Kin Endate et Kazuro Watanabe. Il présente une orbite caractérisée par un demi-grand axe de 2,58 UA, une excentricité de 0,19 et une inclinaison de 12,5° par rapport à l'écliptique.

## Compléments